# F.C. Broxbourne Borough
F.C. Broxbourne Borough là một câu lạc bộ bóng đá đến từ Broxbourne, Anh. Họ đổi tên từ Somersett Ambury V & E thành Broxbourne Borough V & E năm 2002, hiện tại đang thi đấu ở Spartan South Midlands League Premier Division. Mùa hè năm 2012, câu lạc bộ bị giải thể, tái lập lại bằng việc bỏ V & E trong tên và xuống chơi ở Division Two. Bây giờ đội bóng có tên đơn giản là Broxbourne Borough.

## Lịch sử
Câu lạc bộ được thành lập năm 1959 với tên gọi Somersett F.C. bởi Colin Plowman và Robert Le Moignan đang học Chace Boys School, ở Enfield, và thi đấu ở Edmonton Youth Saturday League trong hai mùa giải đầu tiên, đứng cuối bảng xếp hạng mà không thắng được trận nào. Năm 1961, câu lạc bọ gia nhập Enfield Alliance Football League. Năm 1975, câu lạc bộ chấp nhận lời mời để tham gia V & E Youth Club Centre ở sân nhà hiện tại Goffs Lane, Cheshunt. Năm 1982, Cheshunt Rangers hợp nhất với câu lạc bộ. Năm 1989, câu lạc bộ gia nhập McMullens League. Năm 1991, Ambury, một đội bóng Premier Division từ Mercury Waltham Sunday League, hợp nhất với Somersett để trở thành Somersett Ambury V & E, sau đó có tên là SAVE F.C. Năm 1993, đội bóng gia nhập Herts Senior County League, và năm 1997 là Spartan South Midlands League Premier Division.

## Sân vận động

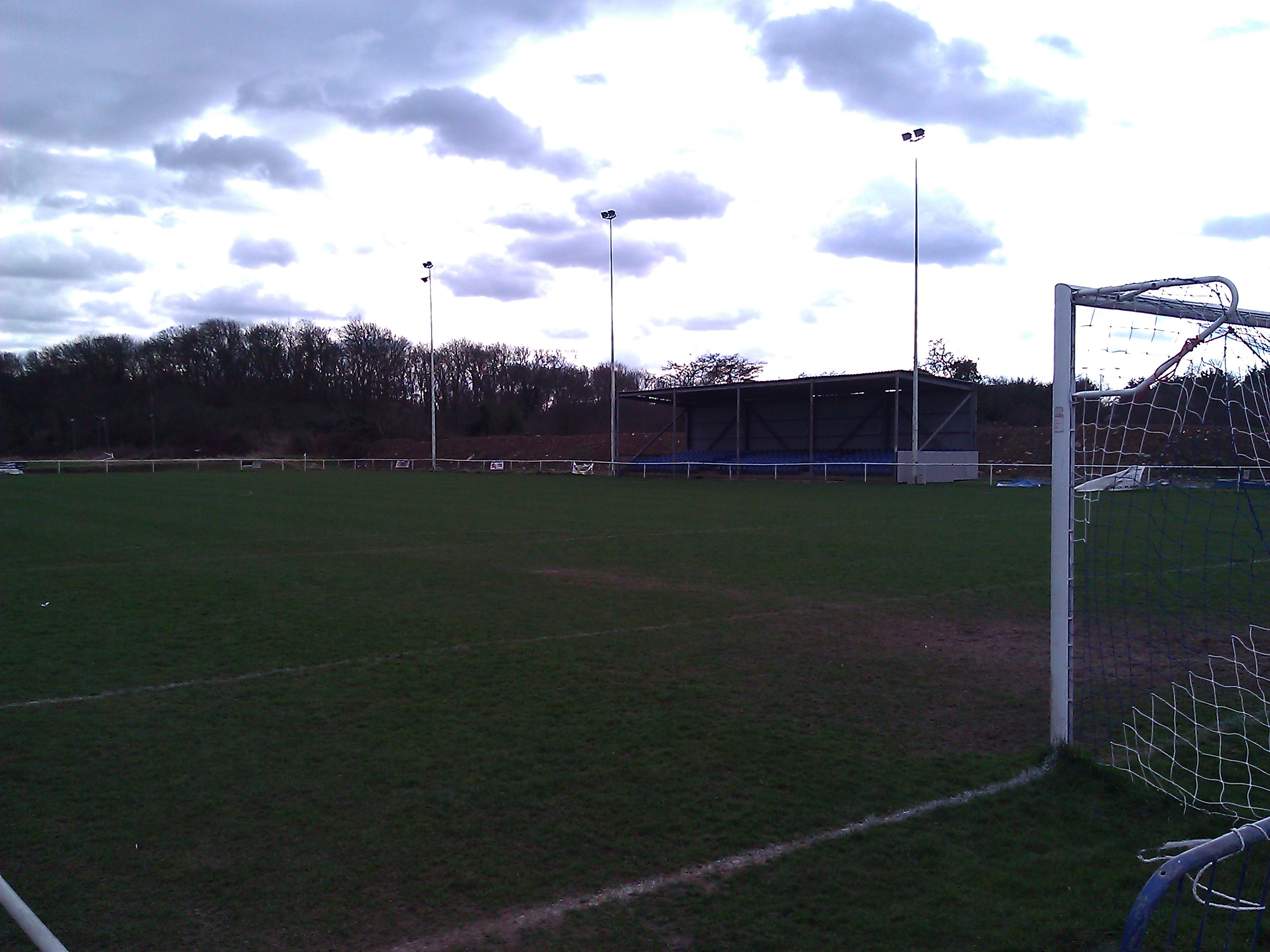
Sân nhà của câu lạc bộ

Their Goffs Lane ground was featured in David Bauckham's book Dugouts, with particular attention drawn to its enormous ten-seat wooden dugouts.

## Danh hiệu và kỉ lục
- FA Cup
  - Vòng Sơ loại 2004–05
- FA Vase
  - Vòng 4 2005–06